# Karl Schock
Karl Schock (* 4. Juni 1934 in Schorndorf) ist ein deutscher Unternehmer, Existenzgründungsberater und Gründer mehrerer christlicher Organisationen.

## Leben und Wirken
Karl-Ernst Schock war von 1966 zu seinem Ruhestand 1999 als einer der vier Gesellschaftern Geschäftsführer der Schock & Co. GmbH, einer kunststoffverarbeitenden Firma für Produkte für den Innenausbau. Zusammen mit einigen christlichen Unternehmern und dem Arbeitsamt Waiblingen begann er kurz nach der Jahrtausendwende die gemeinnützige Existenzgründungsberatung EGZENT aufzubauen. Ab 2008 baute er zusammen mit seinem Sohn Joachim den Gemeinschafts-Gewerbepark „SchockAreal“ in Schorndorf auf der auf 16.000 Quadratmetern über 70 gewerbliche Mieter beherbergt.
Im kirchlichen Bereich engagierte er sich unternehmerisch unter anderem durch die langjährige Leitung des Christlichen Zentrums SCA-LA in Schorndorf, einer Gemeinde innerhalb des Bundes Freikirchlicher Pfingstgemeinden und engagiert sich dort in der Seelsorgearbeit. Er war Mitglied im Vorstand der „Cornhouse-Stiftung International“, die missionarische und caritative Hilfsdienste anbietet und Gesellschafterin von Bibel TV ist. Des Weiteren engagierte er sich als Redner bei Treffen christlicher Geschäftsleute, als Dozent für „Organisationsentwicklung“ sowie in der Gemeindeberatung. Daneben engagierte er sich unter anderem für die Armutsbekämpfung und die Schaffung von Arbeitsplätzen in der Dritten Welt, wozu er 1996 das überkonfessionelle Hilfswerk Opportunity International Deutschland gründete, das Kleinunternehmern in der Dritten Welt Mikrokredite gibt sowie Schulung und soziale Finanzdienstleistungen erbringt. Er ist Mitgründer und war lange Jahre Erster Vorsitzender der 1997 gegründeten Akademie für christliche Führungskräfte, die christliche Führungskräfte „in ihrem Umfeld, sei es im Profit oder im Non-Profit-Bereich,“ (Homepage AcF) unterstützt und weiterbildet. Daraus entstand zusammen mit Jörg Knoblauch die Idee eines Kongresses für Christliche Führungskräfte, der unter Schocks Mitwirkung seit 1999 alle zwei Jahre an wechselnden Orten stattfindet. Bis heute ist er Ehrenvorsitzender beider Werke. 2012 folgte die Gründung der Firma Isocalm, die aus Elefantengras Isolierplatten für die Bauindustrie herstellt.
Karl Schock und seine Frau Helga haben vier Söhne und wohnen in Schorndorf.

## Auszeichnungen
- 1999: Bundesverdienstkreuz am Bande für sein gesellschaftliches und christlich-soziales Engagement.[8]

## Veröffentlichungen
- Organismus Gemeinde: Struktur, Leitung und Organisationsentwicklung für christliche Gemeinden und Werke, Verlag für Kultur und Wissenschaft, Bonn 2004, ISBN 978-3-932829-89-5.
- Effektive Leitungsstrukturen: Entwicklung und Qualifizierung von Leitungsgremien in christlichen Gemeinden und Werken, Verlag für Kultur und Wissenschaft, Bonn 2007, ISBN 978-3-938116-26-5.